# Black/Matrix
Black/Matrix est une série de jeux vidéo développée par Flight-Plan et éditée par Interchannel. La totalité des titres de la série sont sortis exclusivement au Japon.
Chaque opus de la série se base sur un même concept : un gameplay de tactical RPG standard sur un fond de pastiche de la religion judéo-chrétienne (surtout en ce qui concerne la nature du bien et du mal ainsi que les interactions entre le Paradis, l'Enfer, et la Terre et ses habitants).
- Black/Matrix
- Black/Matrix Advanced
- Black/Matrix Zero
- Black/Matrix 00
- Black/Matrix 2